# استفان ولش
استفان ولش (انگلیسی: Stephen Welsh؛ زادهٔ ۱۹ ژانویهٔ ۲۰۰۰) بازیکن فوتبال اهل بریتانیا است که برای باشگاه فوتبال سلتیک بازی می‌کند. 
از باشگاه‌هایی که در آن بازی کرده است می‌توان به باشگاه فوتبال گرینوک مورتون و باشگاه فوتبال سلتیک اشاره کرد.
وی همچنین در تیم‌های ملی فوتبال زیر ۱۹ سال اسکاتلند و زیر ۲۱ سال اسکاتلند بازی کرده است.